# Artur Beterbijev
Artur Asilbekovitj Beterbijev (tjetjenska: Бетербиев Асильбекан Артур, ryska: Артур Асильбекович Бетербиев), född 21 januari 1985 i Chasavjurt i Dagestanska ASSR i Sovjetunionen (nu Dagestan i Ryssland), är en tjetjensk (rysk) amatörboxare som mest är känd för att han vann silver i VM i amatörboxning 2007 i Chicago. 

## Karriär
Beterbijev var en aggressiv hårtslående boxare som vann EM i amatörboxning 2006 i Plovdiv och han slog bland andra irländaren Kenneth Egan och den ukrainska amatörboxaren Ismail Sillach. I de olympiska sommarspelen 2008 i Peking vann han över svensken Kennedy Katende med 15–3, men förlorade sedan mot kinesen Zhang Xiaoping.

## Meriter

### Olympiska meriter

#### Olympiska sommarspelen 2008
- Huvudartikel: Boxning vid olympiska sommarspelen 2008

| Tävlande         | Viktklass     | Sextondelsfinal      | Åttondelsfinal       | Kvartsfinal          | Semifinal            | Final                |                  |
| Tävlande         | Viktklass     | Motståndare Resultat | Motståndare Resultat | Motståndare Resultat | Motståndare Resultat | Motståndare Resultat |                  |
| ---------------- | ------------- | -------------------- | -------------------- | -------------------- | -------------------- | -------------------- | ---------------- |
| Artur Beterbijev | Lätt tungvikt | Katende (SWE) W 15-3 | Zhang (CHN) L 2-8    | Gick inte vidare     | Gick inte vidare     | Gick inte vidare     | Gick inte vidare |